# Грин, Аллан
Аллан Грин (англ. Allan Green), род. 20 сентября 1979 года Талса, Оклахома, США) — американский боксёр-профессионал, выступающий в полутяжёлой весовой категории (англ. Light heavyweight).

## Любительская карьера
На любительском ринге Грин провёл 61 поединок. В 55 из них одержал победу.
В 2002 году завоевал титул чемпиона США в турнире «золотые перчатки» в весовой категории 178 фунтов.
5 раз становился чемпионом штата Оклахома.

## Профессиональная карьера
Грин дебютировал на профессиональном ринге в ноябре 2002 года во втором среднем весе.
Выиграл первые три поединка нокаутом в первых раундах, и в четвёртом поединке победил по очкам бушующего топ-боксёра первого тяжёлого веса, Ола Афолаби. 2 июля 2004 года нокаутировал во втором раунде непобеждённого канадца, Конала Макфи (9-0).
В ноябре 2005 года, Грин победил нокаутом в первом раунде непобеждённого американца, Джейдона Кодринтона (9-0).
Имея за плечами 23 победных боя, вышел на рейтинговый бой с колумбийцем, Эдисоном Мирандой (27-1). Аллан проиграл по очкам.
25 апреля 2009 года нокаутировал во втором раунде Карлоса Де Леона младшего (21-2-2). В следующем бою Грин остановил непрерывную победную серию Трэвиса Симмса (25-0-1) и завоевал титул WBO NABO во втором среднем весе.
19 июня 2010 года вышел на ринг с суперчемпионом WBA, Андре Уордом (21-0). Уорд победил по очкам, и нанёс Грину второе поражение в карьере.
В ноябре 2010 года Аллан проиграл нокаутом ямайскому боксёру, Глену Джонсону в 9-м раунде.
5 ноября 2011 года победил по очкам боксёра из Канады Себастьяна Демерса.
В мае 2012 года Аллан проиграл нокаутом в четвёртом раунде датчанину, Миккелю Кесслеру (44-2).
3 ноября 2012 года Грин победил канадца, Ренана Сента Джуста.